# Paul Stewart (hockey sur glace)
Pour les articles homonymes, voir Paul Stewart et Stewart.
Temple de la renommée américain : 2018
Paul Gerard Stewart (né le 21 mars 1955 à Boston, dans l'État du Massachusetts aux États-Unis) est un joueur et un arbitre américain de hockey sur glace.

## Biographie
Paul Stewart commence sa carrière professionnelle en 1975 avec les Dusters de Broome County de la North American Hockey League. Il passe l'essentiel de sa carrière dans les ligues mineures, ponctuée de 65 apparitions en Association mondiale de hockey avec les Oilers d'Edmonton et les Stingers de Cincinnati et de 21 en Ligue nationale de hockey (LNH) avec les Nordiques de Québec.
En 1983, une fois sa carrière de joueur terminée, Stewart se tourne vers l'arbitrage. Le 27 mars 1986, il officie sa première partie en LNH, devenant le premier Américain à avoir joué et arbitré dans la ligue majeure. En février 1998, il est contraint de mettre sa carrière entre parenthèses après être diagnostiqué avec un cancer du côlon mais revient sur la glace neuf mois plus tard. Le 15 mars 2003, il devient le premier arbitre américain à avoir arbitré 1 000 rencontres de LNH. Il dirige son dernier match le 3 avril suivant. En 17 ans, il totalise 1 010 parties en saison régulière, 49 en séries éliminatoires et deux Matchs des étoiles, le tout sans utilisé de casque. Il devient ensuite entraîneur d'arbitres. En 2007, il est nommé directeur de l'arbitrage pour le championnat masculin d'ECAC Hockey ainsi que celui du championnat féminin à partir de 2010. De 2012 à 2015, il devient consultant pour la Ligue continentale de hockey (KHL).
En 2018, il est intronisé au Temple de la renommée du hockey américain.
Il est le petit-fils de Bill Stewart, joueur, entraîneur et arbitre de hockey et de baseball.

## Statistiques en carrière
| Saison     | Équipe                    | Ligue      |    | Saison régulière | Saison régulière | Saison régulière | Saison régulière | Saison régulière |   | Séries éliminatoires | Séries éliminatoires | Séries éliminatoires | Séries éliminatoires | Séries éliminatoires |
| Saison     | Équipe                    | Ligue      | PJ | B                | A                | Pts              | Pun              | PJ               | B | A                    | Pts                  | Pun                  |                      |                      |
| 1975-1976  | Quakers de Penn           | NCAA       | 3  | 0                | 1                | 1                | 0                | -                | - | -                    | -                    | -                    |                      |                      |
| 1975-1976  | Dusters de Broome County  | NAHL       | 43 | 3                | 4                | 7                | 273              | -                | - | -                    | -                    | -                    |                      |                      |
| 1976-1977  | Oilers d'Edmonton         | AMH        | 2  | 0                | 0                | 0                | 2                | -                | - | -                    | -                    | -                    |                      |                      |
| 1976-1977  | Nighthawks de New Haven   | LAH        | 1  | 0                | 0                | 0                | 6                | -                | - | -                    | -                    | -                    |                      |                      |
| 1976-1977  | Dusters de Broome County  | NAHL       | 60 | 4                | 13               | 17               | 232              | 10               | 1 | 1                    | 2                    | 35                   |                      |                      |
| 1977-1978  | Stingers de Cincinnati    | AMH        | 40 | 1                | 5                | 6                | 241              | -                | - | -                    | -                    | -                    |                      |                      |
| 1977-1978  | Dusters de Binghamton     | LAH        | 21 | 5                | 2                | 7                | 69               | -                | - | -                    | -                    | -                    |                      |                      |
| 1978-1979  | Freedoms du cap Cod       | NEHL       | 18 | 2                | 3                | 5                | 33               | -                | - | -                    | -                    | -                    |                      |                      |
| 1978-1979  | Dusters de Binghamton     | LAH        | 7  | 1                | 2                | 3                | 40               | -                | - | -                    | -                    | -                    |                      |                      |
| 1978-1979  | Firebirds de Philadelphie | LAH        | 16 | 2                | 0                | 2                | 92               | -                | - | -                    | -                    | -                    |                      |                      |
| 1978-1979  | Stingers de Cincinnati    | AMH        | 23 | 2                | 1                | 3                | 45               | 3                | 0 | 0                    | 0                    | 0                    |                      |                      |
| 1979-1980  | Nordiques de Québec       | LNH        | 21 | 2                | 0                | 2                | 74               | -                | - | -                    | -                    | -                    |                      |                      |
| 1979-1980  | Stingers de Cincinnati    | LCH        | 20 | 1                | 2                | 3                | 79               | -                | - | -                    | -                    | -                    |                      |                      |
| 1979-1980  | Bulls de Birmingham       | LCH        | 10 | 0                | 0                | 0                | 56               | -                | - | -                    | -                    | -                    |                      |                      |
| 1980-1981  | Whalers de Binghamton     | LAH        | 15 | 2                | 1                | 3                | 59               | -                | - | -                    | -                    | -                    |                      |                      |
| 1981-1982  | Buccaneers du cap Cod     | ACHL       | 5  | 0                | 2                | 2                | 20               | -                | - | -                    | -                    | -                    |                      |                      |
| 1982-1983  | Stars de Mohawk Valley    | ACHL       | -  | -                | -                | -                | -                | 2                | 0 | 0                    | 0                    | 2                    |                      |                      |
| Totaux AMH | Totaux AMH                | Totaux AMH | 65 | 3                | 6                | 9                | 288              | 3                | 0 | 0                    | 0                    | 0                    |                      |                      |
| Totaux LNH | Totaux LNH                | Totaux LNH | 21 | 2                | 0                | 2                | 74               | -                | - | -                    | -                    | -                    |                      |                      |